# Амурський округ
Аму́рський округ (рос. Амурский округ) — адміністративно-територіальна одиниця у Далекосхідному краю РРФСР, утворена 1926 року на місці колишньої Амурської губернії та ліквідована 1930-го. Центр — місто Благовіщенськ. 25 % населення округу складали українці.

## Історія
Амурський округ утворений 4 січня 1926 року, коли постановою Всеросійського центрального виконавчого комітету (ВЦВК) Далекосхідну область перетворили на Далекосхідний край у складі 9 округів. Амурський та Зейсько-Алданський округи створили на території колишньої Амурської губернії (з Благовіщенського і частин Завітінського та Свободнєнського повітів). Відповідно до цих змін влада перебудувала партійні органи: замість губернських та повітових комітетів утворили окружний, міські та районні комітети Комуністичної партії Радянського Союзу. Центром округу обрали місто Благовіщенськ.
1928 року поселення, що знаходилися на берегах річок Зея та Амур, затопив паводок, зокрема постраждали міста Благовіщенськ та Зея. 1929 року Амурська військова флотилія брала участь у конфлікті на Китайсько-Східній залізниці.
У серпні 1929 року зі складу Амурського до Зейського округу передали три райони: Мазановський, Свободненський та Селемджино-Буреїнський — та, відповідно, три партійні організації.
Ґрунтуючись на рішенні Центрального комітету компартії СРСР від 15 липня 1930 року «Про скасування округів», 23 липня 1930 року ВЦВК прийняв постанову про ліквідацію окружних комітетів компартії. 17 липня 1930 року бюро Далекосхідного комітету ВКП(б) ухвалило рішення про ліквідацію окружних комітетів від 15 вересня. 22 серпня 1930 року Амурський окружком ліквідували. Міські та районні комітети компартії стали підкорятися безпосередньо Далекосхідному комітету ВКП(б).
20 жовтня 1932 року територія ліквідованої Амурського округу увійшла до новоутвореної Амурської області у складі Хабаровського краю.

## Географія
Амурський округ межував на північному заході з Алдано-Зейським округом, на півночі — з Якутською Республікою, на сході — з Хабарівською округою та на півдні — з Китаєм, від якого відмежовувалася річкою Амур. Займав площу 236 400 км², при цьому лише від 17,8 до 23 % його території вважали придатними для життя (близько 54 020 км²). Після передачі Зейському округу трьох районів (Мазановського, Свободненського та Селемджино-Буреїнського) 1929 року площа округу зменшилася до 234 645 км².
Округ переважно складався з узгір'я, високі гори лежали тільки на північному кордоні з Якутією. Гірські хребти оперізували округ і затримували рух мусонів, що створювало загальну континентальність клімату. Східну частину округу прорізав з півночі на південь Буреїнський хребет. Поміж горами лежали узгір'я, прорізані низовинами, по яких текло багато рік, річок та струмків. Головна ріка округу — Амур, що простягалася по його території на 906 км та на всьому цьому просторі була судноплавна. Ґрунти підзолисті та болотні; ліс покривав більшу частину площі (55 %). Територія округу мала багаті поклади золота, кам'яного і бурого вугілля, графіту, залізної, стибієвої та вольфрамової руди.

## Адміністративний поділ

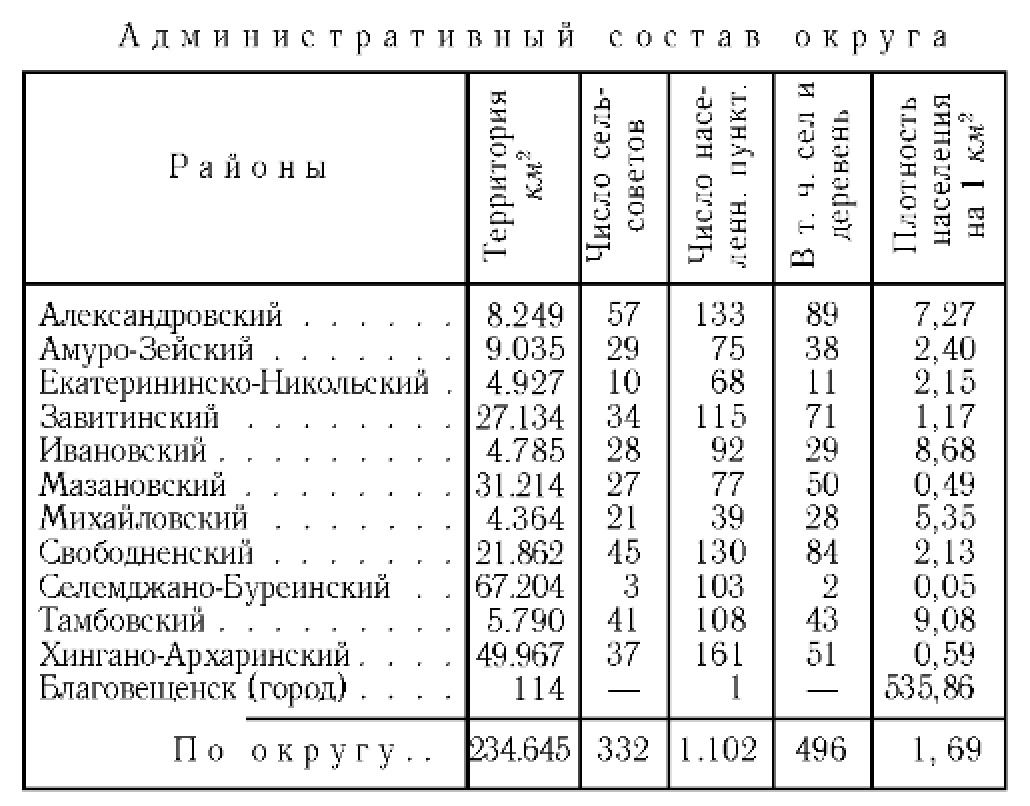
Адміністративний поділ Амурського округу, 1929

До складу Амурського округу входили місто Благовіщенськ та 11 районів:
- Олександрівський
- Амуро-Зейський
- Єкатерининсько-Нікольський
- Завітінський
- Івановський
- Мазановський
- Михайлівський
- Свободненський
- Селемджано-Буреїнський
- Тамбовський
- Хінгано-Архаринський

У серпні 1929 року зі складу Амурської до Зейського округу передали Мазановський, Свободненський та Селемджано-Буреїнський райони.

## Населення
Округ був другим у Далекосхідному краю за кількістю населення, яке складало 21 % від загального населення краю. У порівнянні з 1897 роком кількість населення Амурського округу зросла на 281,4 %. Щільність населення складала 1,7 особи на км², територію округи освоїли на 2,12 %.
Згідно перепису СРСР 1926 року, в окрузі проживало 395 783 особи, серед яких 204 950 чоловіків (52 %) та 190 833 жінок (48 %). До міського населення належали 97 484 особи, серед яких 79 492 росіян (82 %) та 7437 українців (8 %). Сільське населення проживало у 1068 населених пунктах та складало 298 299 осіб, серед яких 177 726 росіян (60 %) та 93 063 українців (31 %). Лише 16 населених пунктів мали понад дві тисячі мешканців. Найбільші села: Піщаноозерка (3361 особа), Тамбовка (3113), Івановка (2964), Поярково (2617), Константиновка (2988), Козьмодем'янівка (2722), Райчиха (2610), Єрковці (2517).
Національний склад населення округу:
- росіяни — 257 218 (65 %)
- українці — 100 500 (25 %)
- білоруси — 14 972 (3,8 %)
- корейці — 3811 (0,9 %)
- інші — 19 282 (5,3 %)

### Українські переселенці
Радянська влада заохочувала переселятися українців на Далекий Схід задля засвоєння земель. Так, 1928 року Відділ переселення Народного комісаріату з земельних справ УРСР видав порадник «Далекий схід. Порадник для ходаків та переселенців», у якому описали округи, зокрема Амурський, та райони, куди можна переселятися з України, їхні географію, клімат та сільське господарство. У пораднику зазначено, що на 1928 рік заплановано переселити з України на Далекий Схід 21 тисячу дворів або 150 тисяч душ, а в перспективі 10 років — 2 млн населення.
Протягом 1927—1928 років на Далекий Схід з України переселилися 2017 дворів або 11 195 осіб. Серед усіх переселенців з УРСР 56,8 % оселилися в Амурському окрузі.

## Освіта та культура
В Амурському окрузі надавали освіту 5 технікумів: промисловий, лісний, сільськогосподарський, сполучення водних шляхів та педагогічний, — три школи II ступеню, одна дев'ятирічна, 19 семирічних, 435 шкіл I ступеню та 11 інших. Загальна кількість учнів станом на 1929 рік складала 44 665 осіб. Діяли 225 лікнеп-пунктів, 59 шкіл для малоосвічених, 218 хат-читалень, 98 бібліотек та музей. Рівень писемності населення складав 45,8 %: 55,9 % у чоловіків та 34,8 % у жінок.
Видавали місцеву газету «Амурська правда».

## Економіка

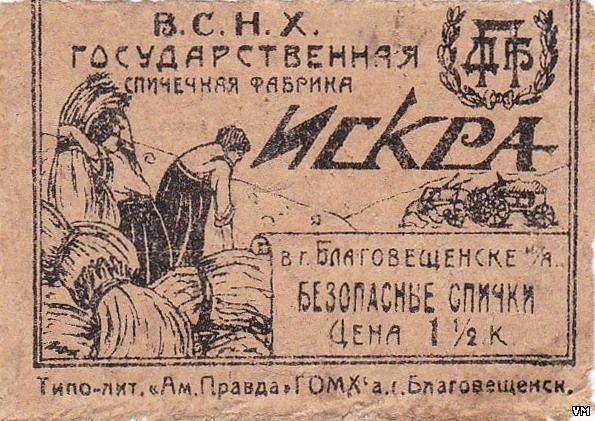
Етикетка сірників благовіщенської сірникової фабрики «Іскра»

Економіка Амурського округу виділялася на Далекому Сході лісозаготівлею, чому сприяли величезні лісові масиви, та видобувною промисловістю: видобутком золота та кам'яного вугілля. Так, з Ківдінської копальні щорічно видобували близько 80 тисяч тонн кам'яного вугілля. Важливими галузями для округу були млинарство, винокурення, маслоробка, лісопильна та сірникова галузі (зокрема працювала націоналізована комуністами сірникова фабрика «Іскра»). Станом на 1927 рік налічувалося 64 підприємства з 2235 робочими, які займалися цими промислами. Для економіки велике значення мала система річки Амур: протяжність судноплавних шляхів складала 3448 км (річки Амур, Зея, Селемджа, Бурея, Томь), умовно судноплавних — 1428 км (Ольдей, Брянта, Уркан, Деп, Нюра, Німан, Тирма), сплавних — 6420 км (їх налічували до 15).

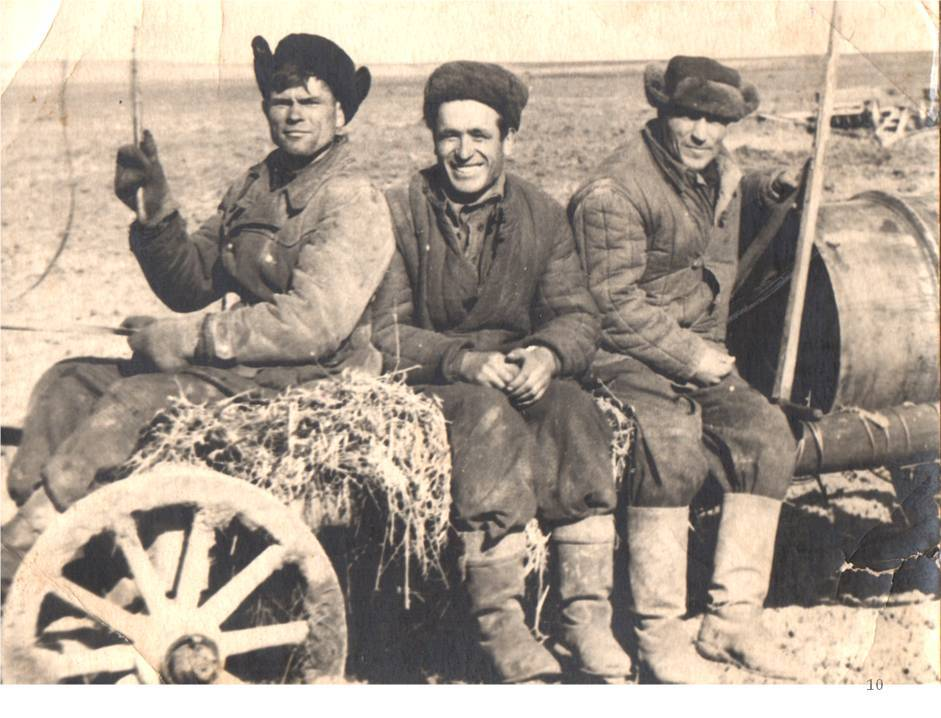
Перші робочі колгоспу «Питомник» у селі Куропатине, 1929

Сільськогосподарська продукція займала 60 % зайнятості населення станом на 1929 рік. Її великою мірою складали вирощування пшениці (42,5 % посівної площі), вівса (29,8 %), жита (10,9 %) та гречки (2,6 %). Колгосп «Питомник», створений 1929 року в селі Куропатине, працює станом і на 2021 рік як компанія «Амур».
Тваринництво та птахівництво не були поширені та грали роль підсобної галузі. В окрузі налічували 590 тисяч голів скота, серед яких 144 тисячі овець, 142 тисячі коней, 128 тисяч свиней, 67 тисяч корів та 1505 кіз. Крім того, частина населення займалася бджільництвом, здебільшого в Хінгано-Архаринському та Завітінському районах: кількість вуликів сягала 25 тисяч. Розвивали розведення соняшника та бобових для вивезення на ринки Маньчжурії.
Мисливським промислом займалися евенки, якути, орочони та манегри в Хінгано-Архаринському, Селемджано-Буреїнському та у північних частинах Мазановського, Завітінського та Свободненського районів.

## Інфраструктура
Протяжність ґрунтових шляхів складала 4892 км, частина доріг були транзитними та з'єднували Амурський округ із Забайкальским та Якутською Республікою. Амурська залізниця, прокладена 1917 року та простягнута округом на 700 км, ще не була налагоджена.
Поштову мережу округу складали 1 поштово-телеграфна контора, 27 поштово-телеграфних відділень, 1 поштове відділення, 3 поштові та 13 поштово-телеграфних агентств. Округ мав 38 радіоустановок, 30 з них — у Благовіщенську. До деяких районів провели телефонний зв'язок. Діяли 10 метеорологічних станцій.
Медичну інфраструктуру складали 24 амбулаторні й стаціонарні лікарні з 509 койками та 37 фельдшерських пунктів. Діяли дім відпочинку та санаторій ім. Мухіна та Кульдурське термомінеральне сірнисто-натрове джерело. Ветеринарні послуги надавали 8 врачів та 28 фельдшерів.

## Галерея

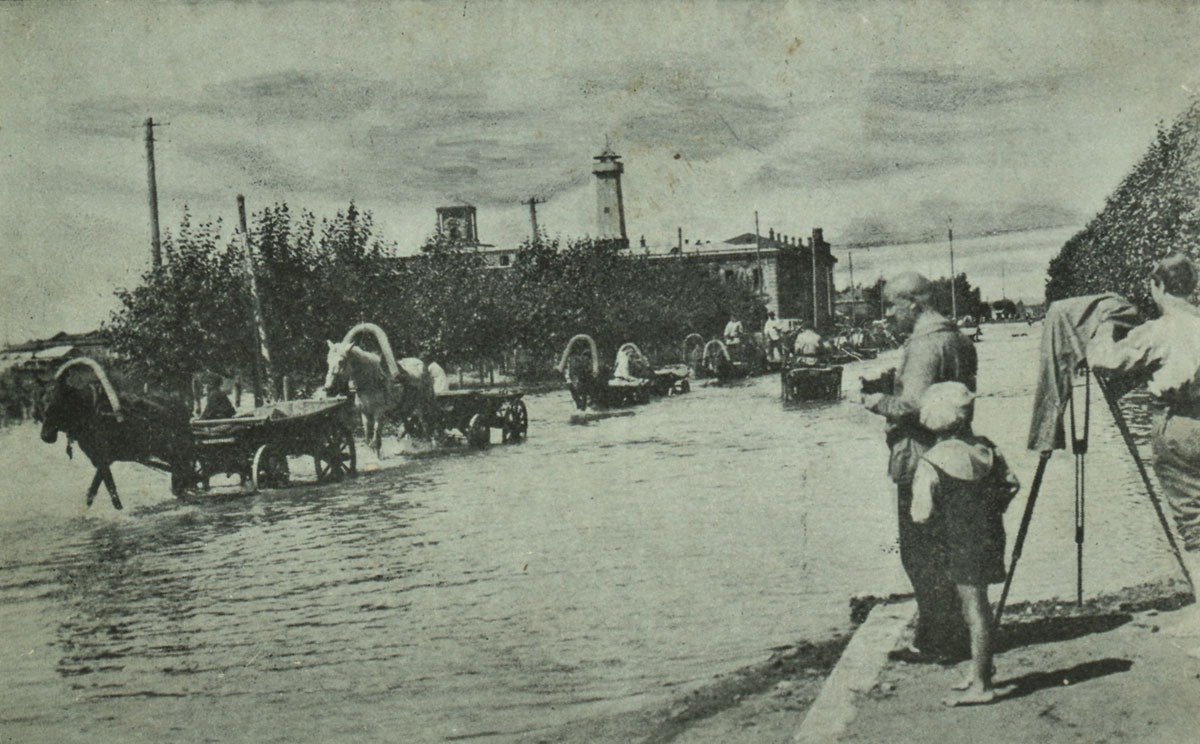
Паводок у Благовіщенську, 1928
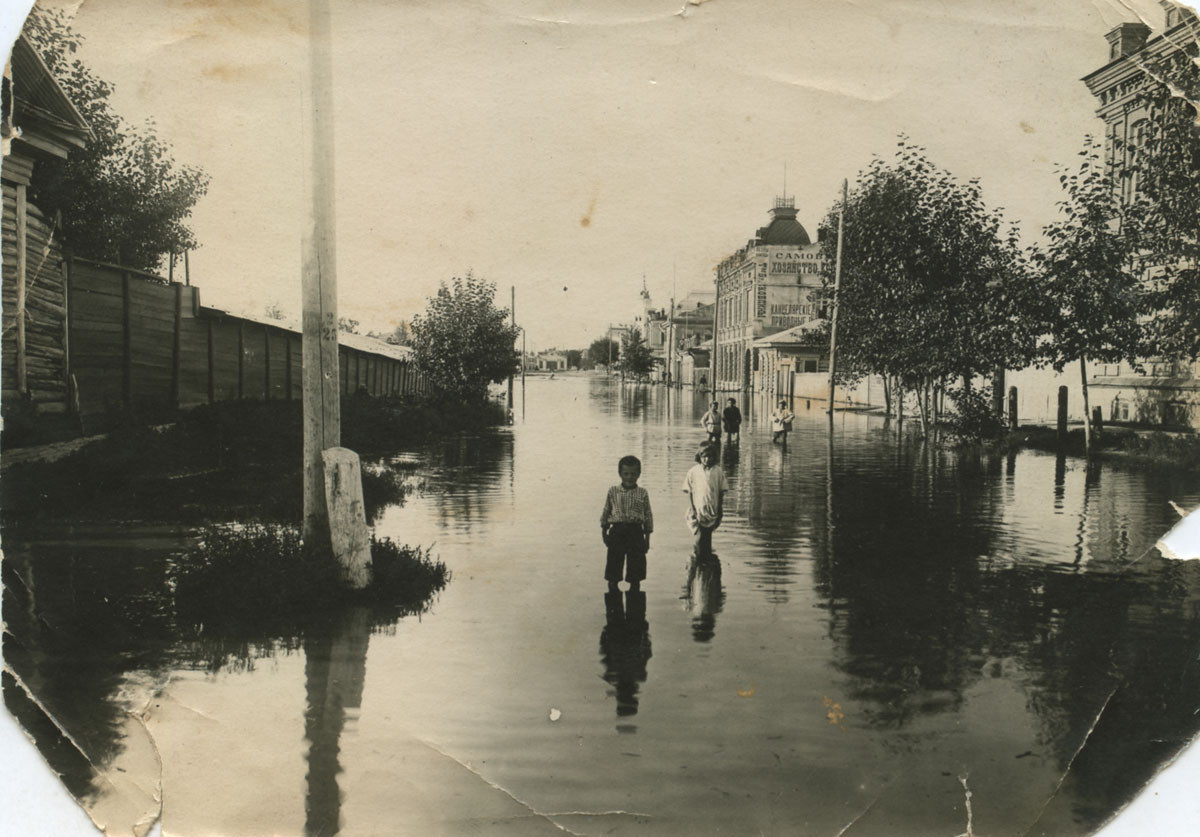
Паводок у Благовіщенську, 1928
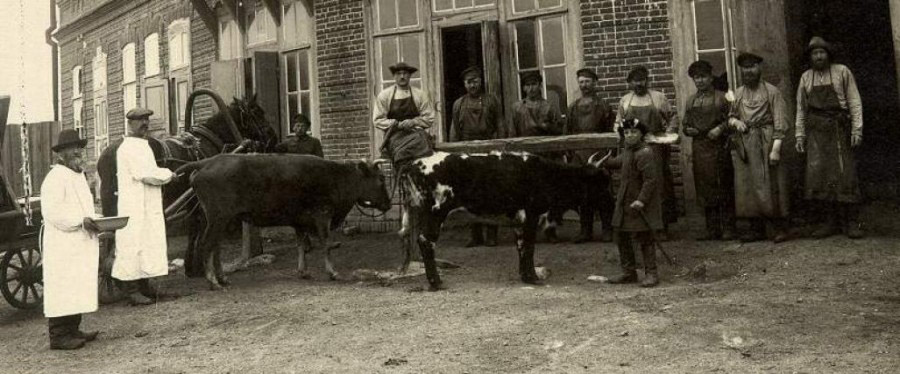
На скотобійні у Благовіщенську